# Heteropogon ritchiei
Heteropogon ritchiei är en gräsart som först beskrevs av Joseph Dalton Hooker, och fick sitt nu gällande namn av Ethelbert Blatter och Mccann. Heteropogon ritchiei ingår i släktet Heteropogon och familjen gräs. Inga underarter finns listade i Catalogue of Life.